# 唐立民
唐立民（1924年6月7日—2013年1月16日），男，直隶（今河北）秦皇岛人，中国物理学家。

## 生平
早年考入天津工商学院土木系，后任教于唐山交通大学（迁入四川成都为西南交通大学）。1948年，留学美国密歇根大学，后回国进入政务院财政经济委员会计划局重工业计划处。1952年，调任上海航务学院，后执教于大连工学院（现为大连理工大学），历任工程力学系系主任、工程力学研究所副所长、研究生院院长等职。